# Ellen-Auerbach-Stipendium
Das Ellen-Auerbach-Stipendium ist ein Förder-Kunstpreis für internationale junge Fotografen, der in zweijährigem Turnus von der Berliner Akademie der Künste vergeben wird. Das Preisgeld von 20.000 Euro kommt aus dem Nachlass der Namensgeberin Ellen Auerbach, die eine berühmte Fotografin und Agenturbesitzerin war.

## Strukturen
Ellen Auerbach selbst hatte im Nachklang der Akademie-Ausstellung „Die Fotografin Ellen Auerbach“ (1998) das nach ihr benannte Stipendium gestiftet. Dieser internationale Kunstpreis für den Fotografie-Nachwuchs wurde in Ellen Auerbachs 100. Geburtstagsjahr 2006 erstmals verliehen.
Für das Stipendium ist keine eigene Bewerbung gestattet. Die jeweiligen Preisträger werden von Akademie-Mitgliedern, Fachleuten oder internationalen Kuratoren empfohlen sowie schlussendlich durch eine Mitgliederjury ausgewählt.
Weiterhin ist vorgegeben, dass die Hälfte des Preisgelds für eine Berliner Ausstellung der Preisträgerarbeiten und die zeitgleiche Herausgabe eines entsprechenden Kataloghefts verwendet werden soll.

## Preisträger
- 2006: Yto Barrada, französisch-marokkanische Künstlerin (Paris/Tanger) für ihr Projekt A Life Full of Holes – The Strait Project
- 2008: Steve Sabella, palästinensischer Fotokünstler (London)
- 2010: Anastasia Koroshilowa, russische Fotokünstlerin (Moskau/Berlin)
- 2012: Natalie Czech, deutsche Fotokünstlerin (Berlin)
- 2014: Julian Röder, deutscher Fotokünstler (Berlin)
- 2016: Stephanie Kiwitt, deutsche Fotokünstlerin (Brüssel)[2]
- 2018: Annette Frick, deutsche Fotokünstlerin (Berlin)[3]
- 2020: Ferhat Bouda, kabylisch-algerischer Fotokünstler (Frankfurt am Main) für seine Bilder der Berber/Kabylen[4][5].
- 2022: Joanna Piotrowska, polnische Fotokünstlerin (Warschau/London)[6]
- 2024: Ilit Azoulay, israelische Fotokünstlerin (Berlin)[7]

## Belege
1. 1 2  Ellen-Auerbach-Stipendium für Fotografie, adk.de, abgerufen am 17. August 2020.
2. ↑  Ellen-Auerbach-Stipendium 2016, kunstforum.de 16. November 2016, abgerufen am 17. August 2020.
3. ↑  Ellen-Auerbach-Stipendium für Fotografie 2018 an Annette Frick, camera-austria.at/, abgerufen am 17. August 2020.
4. ↑  Ellen-Auerbach-Stipendium für Fotografie 2020 an Ferhat Bouda, adk.de, abgerufen am 17. August 2020.
5. ↑  Auszeichnung Ellen-Auerbach-Stipendium geht an Ferhat Bouda, dpa/monopol-magazin.de 14. August 2020, abgerufen am 17. August 2020.
6. ↑  Ellen-Auerbach-Stipendium 2022: Joanna Piotrowska, AdK Berlin, abgerufen am 24. Januar 2023.
7. ↑  Ellen-Auerbach-Stipendium für Fotografie 2024 an Ilit Azoulay. Abgerufen am 30. März 2025.